# Заместитель генерального инспектора полиции Израиля
Заместитель генерального инспектора полиции Израиля (ивр. סגן המפקח הכללי של משטרת ישראל‎) — руководящий офицер израильской полиции в звании генерал-майор (ницав), который является заместителем генерального инспектора израильской полиции.

## Описание
Заместитель генерального инспектора замещает Генерального инспектора в его отсутствие, координирует работу штаб-квартиры полиции и взаимодействие между подразделениями полиции и округами (включая МАГАВ) и взаимодействие с Министерством внутренней безопасности, а также несет ответственность, от имени Генинспектора, для Дисциплинарного суда, Апелляционного суда, Национального аудиторского отдела, Департамента безопасности и Управления технологий.
Заместитель генерального инспектора отвечает за обработку результатов проверки Государственного контролера, ревизионной комиссии Министерства внутренней безопасности и внешней инспекционной комиссии, а также помогает в надзоре за режимом и дисциплиной в полиции.
Кроме того, заместитель генерального инспектора возглавляет внутренние комитеты по утверждению юридической или финансовой помощи и назначению делегаций за границу.
Заместителем генерального инспектора с 2023 года является генерал-майор Авшалом Пелед.

## Список заместителей генерального инспектора полиции
| #  | Изображение | Имя (годы жизни)            | Срок полномочий                 | Примечания                                                                                         |
| -- | ----------- | --------------------------- | ------------------------------- | -------------------------------------------------------------------------------------------------- |
| 1  |             | Йосеф Нахмиас (1912–2008)   | 1948 — 1953                     | Соответствовал званию заместителя генерального инспектора. 2-й Генеральный инспектор в дальнейшем. |
| 2  |             | Йешурун Шифф (1915–1974)    | 1951 — 1953                     | Соответствовал званию заместителя генерального инспектора                                          |
| 3  |             | Йосеф Бен-Порат (1906–1993) |                                 | Соответствовал званию заместителя генерального инспектора                                          |
| 4  |             | Амос Бен-Гурион (1920–2008) | 1958 — 1958                     | Соответствовал званию заместителя генерального инспектора                                          |
| 5  |             | Авраам Зелингер (1915–1972) |                                 | Соответствовал званию заместителя генерального инспектора                                          |
| 6  |             | Йекутиэль Керен (1915–1974) |                                 | Соответствовал званию заместителя генерального инспектора                                          |
| 7  |             | Шауль Розолио (1923–1992)   | 1 августа 1972 — 1 ноября 1972  | В должности заместителя Генерального инспектора. 5-й Генеральный инспектор в дальнейшем.           |
| 8  |             | Эли Декель (1918–1984)      | 1972 — 1977                     | В должности заместителя Генерального инспектора                                                    |
| 9  |             | Давид Краус (1929–2000)     | 1981 — 1982                     | В должности заместителя Генерального инспектора. 9-й Генеральный инспектор в дальнейшем.           |
| 10 |             | Игаль Маркус                | 1986 — 1988                     | В должности заместителя Генерального инспектора                                                    |
| 11 |             | Гавриэль Амир (1934–2005)   | 1 апреля 1988 — 1991            | В должности заместителя Генерального инспектора                                                    |
| 12 |             | Зеэв Эвен-Хен               | 17 марта 1996 — 14 декабря 1996 | В должности главы штаб-квартиры                                                                    |
| 13 |             | Габи Ласт (1946–)           | 15 декабря 1996 — 31 марта 1998 | В должности заместителя Генерального инспектора                                                    |
| 14 |             | Асаф Хефец (1944–)          |                                 | В должности заместителя Генерального инспектора. 12-й Генеральный инспектор в дальнейшем.          |
| 15 |             | Сандо Мазор (1945–)         | 1 апреля 1998 — 31 августа 2000 | В должности заместителя Генерального инспектора                                                    |
| 16 |             | Дан Бринкер (1951–)         | октябрь 2000 — 2002             | В должности заместителя Генерального инспектора                                                    |
| 17 |             | Ицхак Ааронович (1950–)     | 15 октября 2002 — 30 июля 2004  | В должности заместителя Генерального инспектора                                                    |
| 18 |             | Бени Каньяк (1959–)         | 2005 — 2007                     | В должности заместителя Генерального инспектора                                                    |
| 19 |             | Шахар Аялон (1955–)         | 2007 — 2009                     | В должности заместителя Генерального инспектора                                                    |
| 20 |             | Илан Франко (1954–)         | апрель 2009 — май 2011          | В должности заместителя Генерального инспектора                                                    |
| 21 |             | Исраэль Ицхак (1953–)       | май 2011 — май 2013             | В должности заместителя Генерального инспектора                                                    |
| 22 |             | Нисим Мор (1958–)           | май 2013 — 2015                 | В должности заместителя Генерального инспектора                                                    |
| 23 |             | Бенци Сао (1959–)           | февраль 2015 — июнь 2015        | В должности и.о. заместителя Генерального инспектора                                               |
| 24 |             | Зоар Двир (1965–)           | декабрь 2015 — август 2018      | В должности заместителя Генерального инспектора                                                    |
| 25 |             | Алон Асор (1964–)           | 27 июня 2019 — 26 января 2021   | В должности заместителя Генерального инспектора                                                    |
| 26 |             | Давид Битан (1959–)         | 26 января 2021 — 20 апреля 2023 | В должности заместителя Генерального инспектора                                                    |
| 27 |             | Авшалом Пелед (1959–)       | С 20 апреля 2023 —              | В должности заместителя Генерального инспектора                                                    |